# 해리 터틀도브

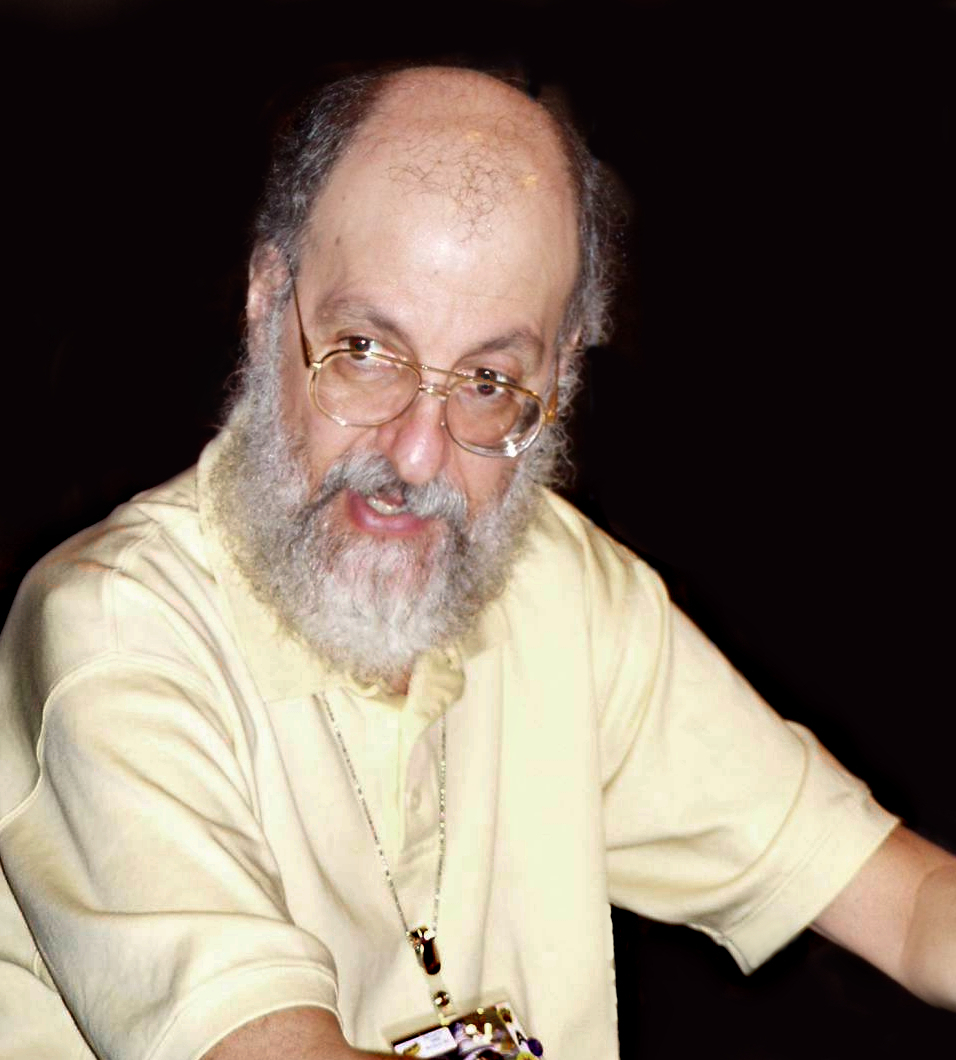

해리 노먼 터틀도브(Harry Norman Turtledove, 1949년 6월 14일 ~ )는 미국의 소설가이다. 대체 역사, 역사소설, 과학소설, 판타지 등의 분야에서 매우 저명하다.